# Spoorbrug over het Schelde-Rijnkanaal

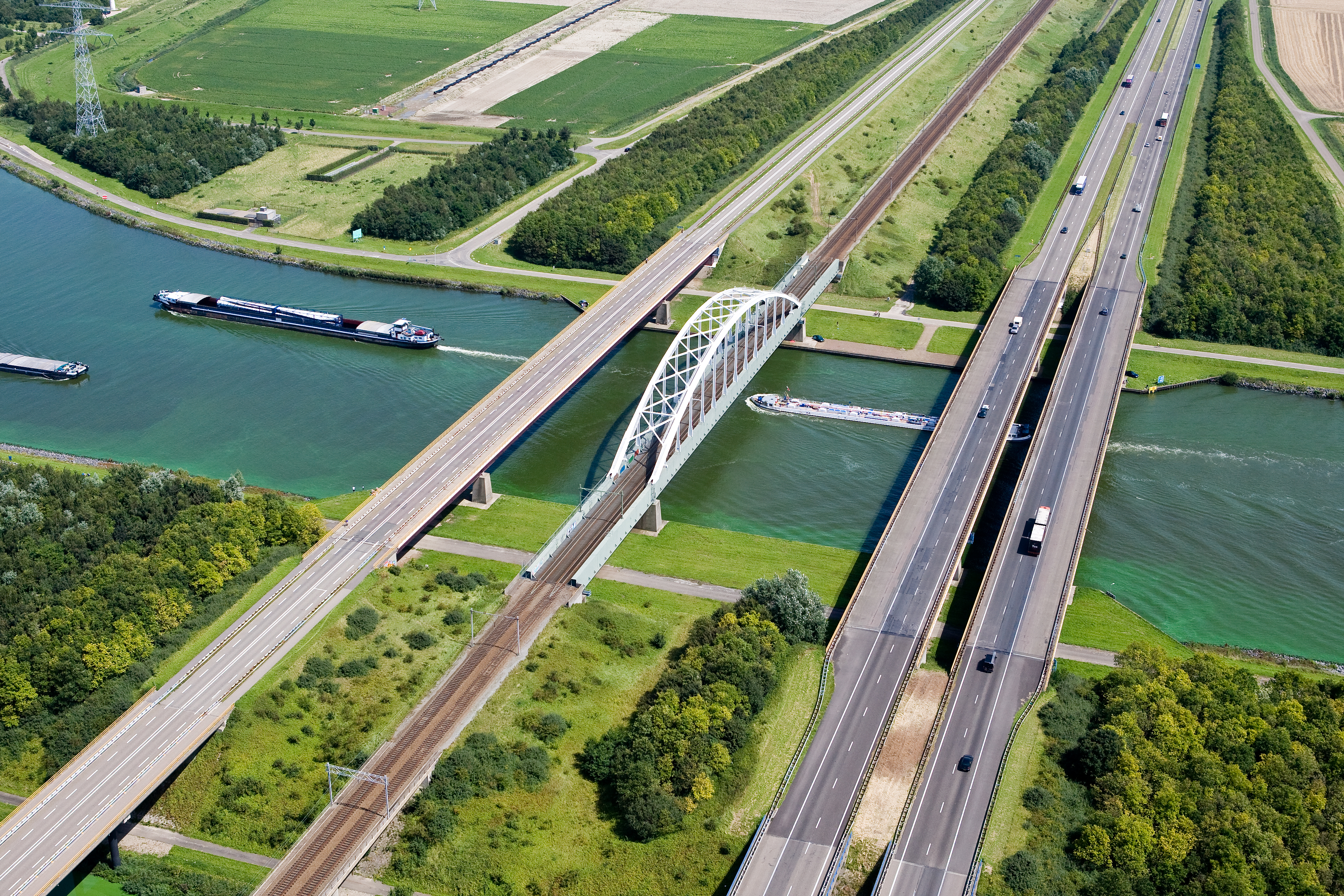
Kreekrakbruggen

De Spoorbrug over het Schelde-Rijnkanaal (ook wel Kreekrakspoorbrug) zuid van de Kreekraksluizen, overspant het Schelde-Rijnkanaal en maakt deel uit van de Spoorlijn Roosendaal - Vlissingen. De brug heeft een hoofdoverspanning van 140 meter en twee zijoverspanningen (aanbruggen) van 40 meter. De brug ligt tussen de A58 en de Oude Rijksweg (N289).
Een tweede Kreekrakspoorbrug ligt 67 meter naar het westen en overspant met 158 meter het Spuikanaal Bath en aan weerszijden van het kanaal een weg.